# Bataille de Goodrich's Landing
Guerre de Sécession
Batailles
Campagne de Vicksburg
- Grand Gulf
- Snyder's Bluff
- Port Gibson
- Raymond
- Jackson
- Champion Hill
- Big Black River Bridge
- Milliken's Bend
- Young's Point
- Lake Providence
- Richmond
- Goodrich's Landing
- Helena
- Vicksburg
- Expédition de Jackson

La bataille de Goodrich's Landing s'est déroulée en Louisiane les 29 et 30 juin 1863, entre les forces de l'Union et confédérées pendant la guerre de Sécession. Les confédérés attaquent plusieurs régiments de l'Union, qui sont composés pour la plupart de soldats noirs, lors d'une tentative de briser la campagne contre Vicksburg, Mississippi.

## Contexte
Goodrich's Landing est une plantation de coton, propriété d'Henry Goodrich, dans la paroisse de Carroll Est, Louisiane. Située sur la rive ouest du fleuve Mississippi, le débarcadère sert comme aire d'embarquement pour les planteurs de coton de la région. Quand les forces de l'Union envahissent la région au début de 1862, elles capturent la plantation et y établissent leur base d'opérations pour leur progression contre Vicksburg. Alors que des centaines d'esclaves en fuite affluent dans le camp de l'Union, les propriétaires des plantations avoisinantes abandonnent leurs propriétés et partent vers l'ouest, dans le territoire tenu par les confédérés. Le gouvernement des États-Unis confisque alors leurs propriétés et les louent à des entrepreneurs du nord, qui emploient des anciens esclaves pour cultiver le coton. À l'été 1863, les forces de l'Union sous le commandement du général Ulysses S. Grant, a encerclé et assiégé la ville de Vicksburg. Les troupes confédérées en Louisiane et Arkansas pensent qu'avec un raid contre Goodrich's Landing, elles pourront briser la ligne de ravitaillement de Grant et soulager leurs compatriotes à Vicksburg.

## Bataille
En juin 1863, à partir de Gaines's Landing, Arkansas, les confédérés entreprennent une expédition vers Lake Providence, Louisiane, dans une tentative de briser l'assaut de l'Union contre Vicksburg. L'Union a construit des fortifications au sommet d'un tertre amérindien à environ 8 kilomètres au nord-ouest de Goodrich's Landing, gardant un dépôt de ravitaillement militaire. Les confédérés planifient une attaque du fort pour le 29 juin 1863, mais décident de demander une reddition sans condition en premier, ce que les forces de l'Union acceptent. Plus tard dans la journée, le colonel confédéré W. H. Parsons rencontre le 1st Kansas Mounted Infantry et le met en déroute. Les confédérés capturent alors les dépôts de l'Union établis sur l'embarcadère, et commencent à brûler le coton dans les plantations avoisinantes (le gouverneur de Louisiane avait donné des ordres pour la détruire tous la récolte de coton dans l'État, et ainsi éviter qu'elles ne tombe dans les mains de l'Union). Le lendemain matin, les navires de l'Union ont débarqué la  Mississippi Marine Brigade, sous le commandement du brigadier général. Alfred W. Ellet (en), à Goodrich's Landing. À l'aube, il entreprend, avec les troupes de soldat noirs du colonel William F. Wood de trouver les confédérés. La cavalerie d'Ellet rencontre l'ennemi en premier et commence une escarmouche. Le combat devient plus intense alors que les forces de Wood approchent. Parsons se désengage finalement et recule, emportant avec lui le ravitaillement capturé.

## Conséquences
Bien que l'expédition soit un succès, ayant brisé les opérations de l'Union et capturé du ravitaillement essentiel, le raid échoue à atteindre son premier objectif, qui est de détourner l'attention de l'Union du siège de Vicksburg. Le mois suivant, le 4 juillet 1863, les forces confédérées de Vicksburg se rendent et l'Union obtient le contrôle incontesté du fleuve Mississippi.